# Faversham
Faversham es una parroquia civil y una villa del distrito de Swale, en el condado de Kent (Inglaterra).

## Geografía
Según la Oficina Nacional de Estadística británica, Faversham tiene una superficie de 11,16 km².

## Demografía
Según el censo de 2001, Faversham tenía 17 710 habitantes (47,92% varones, 52,08% mujeres) y una densidad de población de 1586,92 hab/km². El 21,03% eran menores de 16 años, el 70,32% tenían entre 16 y 74 y el 8,65% eran mayores de 74. La media de edad era de 39,07 años. Del total de habitantes con 16 o más años, el 27,36% estaban solteros, el 53,94% casados y el 18,7% divorciados o viudos.
El 96,44% de los habitantes eran originarios del Reino Unido. El resto de países europeos englobaban al 1,34% de la población, mientras que el 2,22% había nacido en cualquier otro lugar. Según su grupo étnico, el 98,64% eran blancos, el 0,6% mestizos, el 0,25% asiáticos, el 0,14% negros, el 0,21% chinos y el 0,15% de cualquier otro. El cristianismo era profesado por el 75,62%, el budismo por el 0,16%, el hinduismo por el 0,08%, el judaísmo por el 0,12%, el islam por el 0,27%, el sijismo por el 0,04% y cualquier otra religión por el 0,45%. El 15,44% no eran religiosos y el 7,81% no marcaron ninguna opción en el censo.
8250 habitantes eran económicamente activos, 7913 de ellos (95,92%) empleados y 337 (4,08%) desempleados. Había 7449 hogares con residentes, 243 vacíos y 35 eran alojamientos vacacionales o segundas residencias.